# Guarinoïta
La guarinoïta és un mineral de la classe dels sulfats.

## Classificació
Segons la classificació de Nickel-Strunz, la montetrisaïta pertany a «07.D - Sulfats (selenats, etc.) amb anions addicionals, amb H₂O, amb cations de mida mitjana només; plans d'octaedres que comparteixen vores» juntament amb els següents minerals: felsőbanyaïta, langita, posnjakita, wroewolfeïta, spangolita, ktenasita, christelita, campigliaïta, devil·lina, ortoserpierita, serpierita, niedermayrita, edwardsita, carrboydita, glaucocerinita, honessita, hidrohonessita, motukoreaita, mountkeithita, shigaïta, wermlandita, woodwardita, zincaluminita, hidrowoodwardita, zincowoodwardita, natroglaucocerinita, nikischerita, lawsonbauerita, torreyita, mooreïta, namuwita, bechererita, ramsbeckita, vonbezingita, redgillita, nickelalumita, kyrgyzstanita, guarinoïta, schulenbergita, theresemagnanita, UM1992-30-SO:CCuHZn i calcoalumita.

## Característiques
La guarinoïta és un sulfat de fórmula química (Zn,Co,Ni)₆(SO₄)(OH,Cl)10·5H₂O. Cristal·litza en el sistema hexagonal. La seva duresa a l'escala de Mohs és 1,5 a 2. Quantitats menors de níquel i cobalt poden reemplaçar el zinc en la seva estructura.

## Formació i jaciments
La guarinoïta es forma com a mineral secundari en zones d'oxidació. Ha estat descrita a França i als Estats Units.